# Joey Covington
Joey Covington (27. června 1945 East Conemaugh, Pensylvánie, USA – 4. června 2013 Palm Springs, Kalifornie, USA) byl americký rockový bubeník. Na bicí se začal učit v deseti letech a po členství v několika skupinách roku 1969 spoluzaložil skupinu Hot Tuna. Ze skupiny odešel o rok později, kdy přešel k Jefferson Airplane, kde hrál dva další roky. Se skupinou nahrál alba Bark (1971) a Long John Silver (1972). V roce 1971 hrál na eponymním sólovém albu dalšího člena skupiny Papa John Creache.
Zemřel při autonehodě ve svých sedmašedesáti letech, kdy naboural autem do zdi bez použití bezpečnostních pásů.